# Bad Großpertholz
Bad Großpertholz osztrák mezőváros Alsó-Ausztria Gmündi járásában. 2018 januárjában 1359 lakosa volt.

## Elhelyezkedése

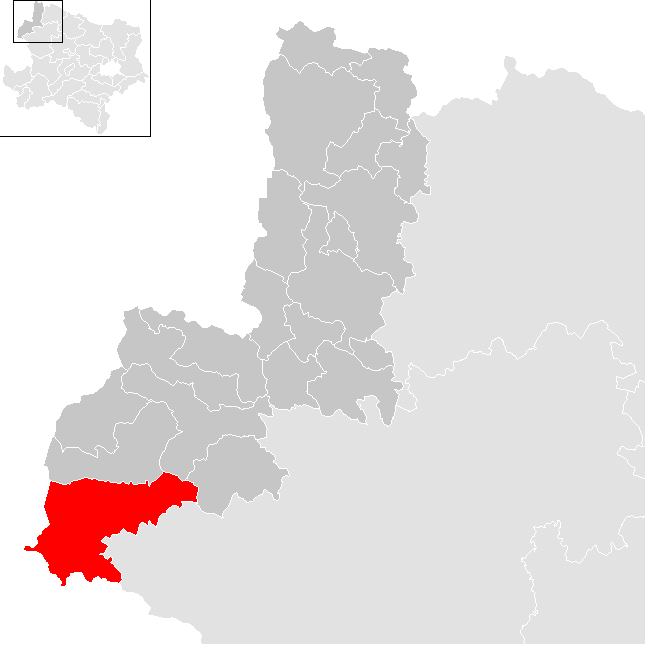
Bad Großpertholz a Gmündi járásban

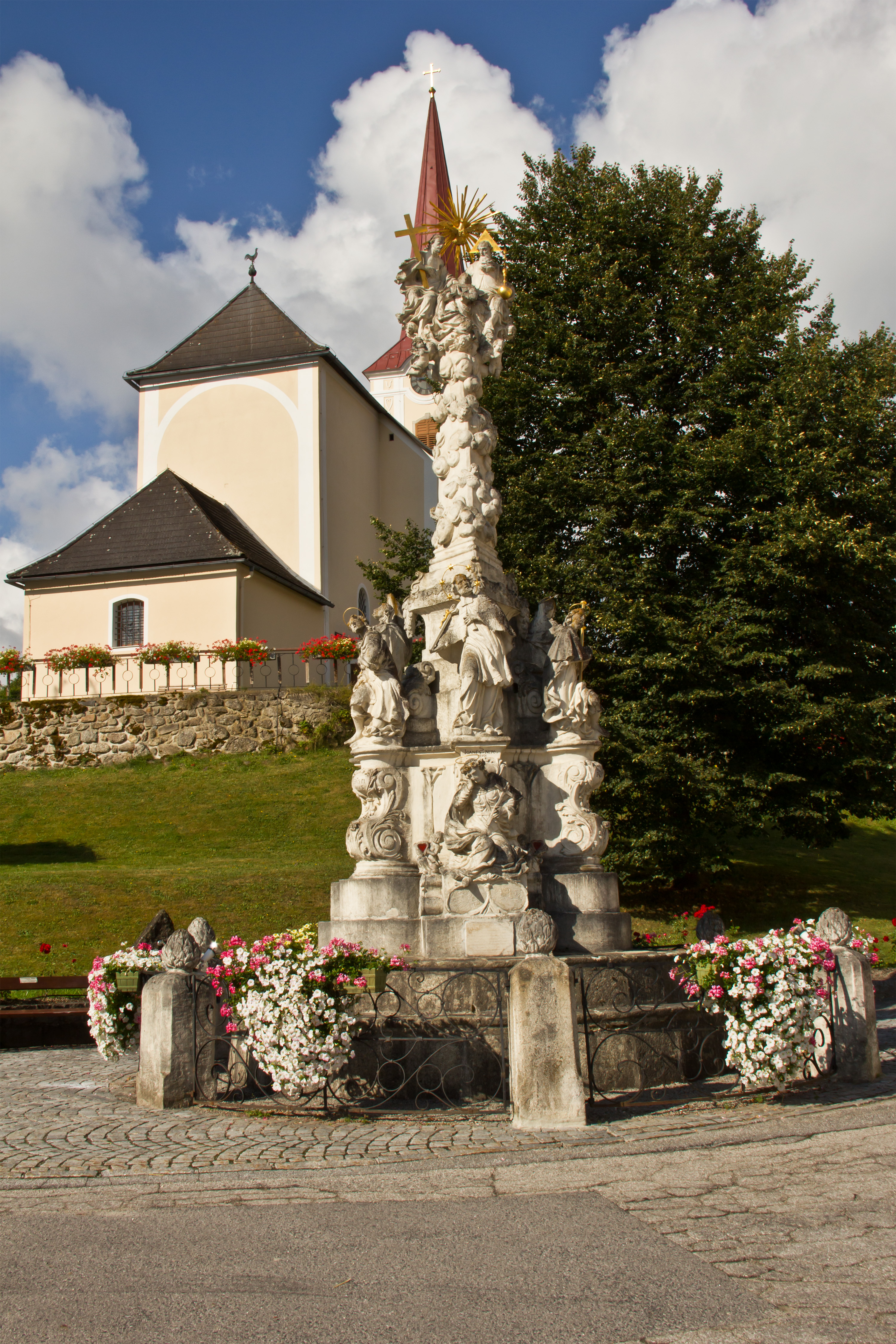
A Szentháromság-oszlop és a Szt. Bertalan és Tamás-templom

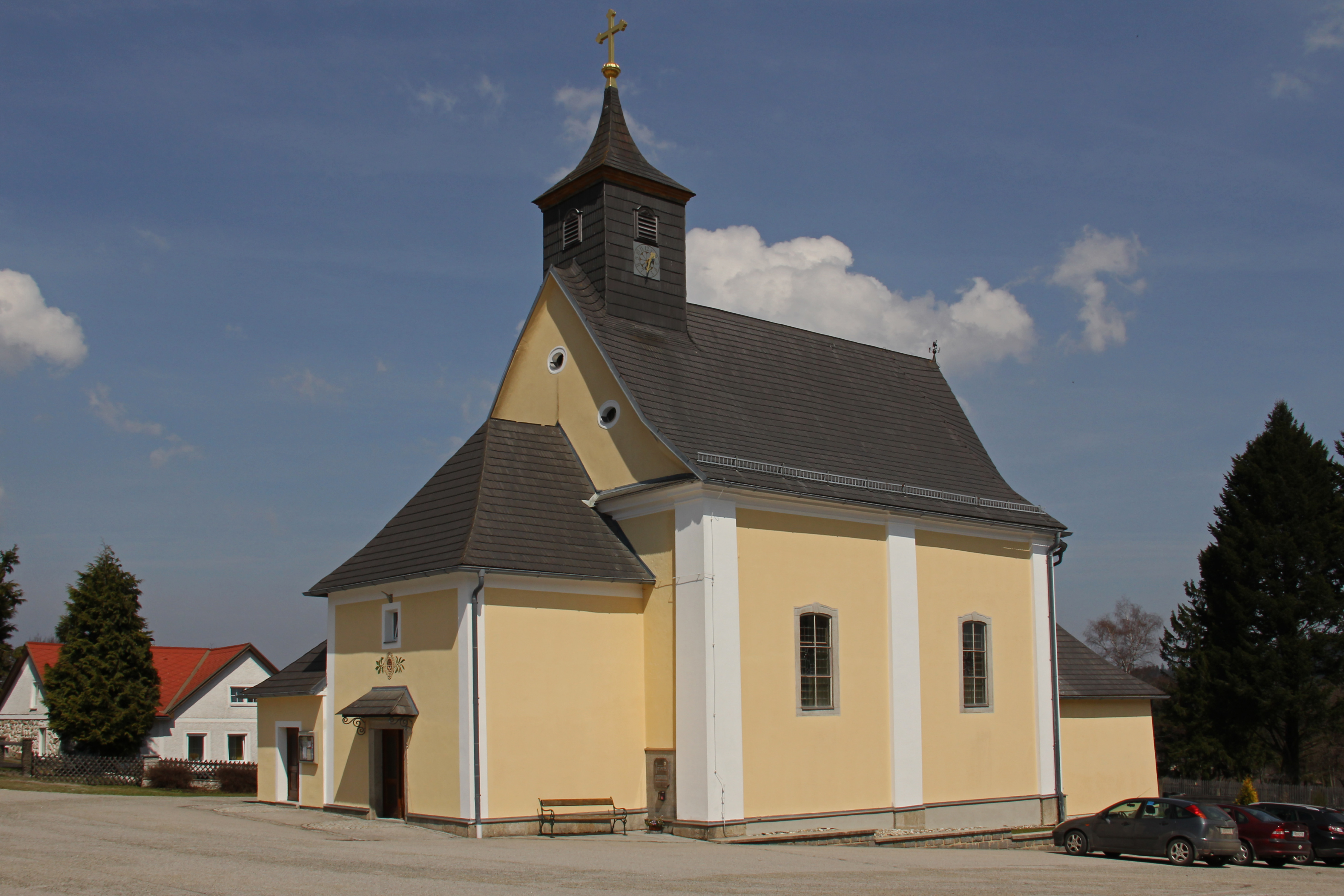
Karlstift temploma

Bad Großpertholz Alsó-Ausztria Erdőnegyedének (Waldviertel) északnyugati részén fekszik, a Lainsitz folyótól délre, közvetlenül a cseh határnál. Területének 76,4%-a erdő. Az önkormányzat 12 települést egyesít: Abschlag (80 lakos 2018-ban), Angelbach (121), Bad Großpertholz (547), Hirschenstein (0), Karlstift (139), Mühlbach (116), Reichenau am Freiwald (76), Scheiben (75), Seifritz (16), Steinbach (36), Watzmanns (88) és Weikertschlag (65). A kataszteri közösségek Abschlag, Angelbach, Großpertholz, Karlstift, Mühlbach, Reichenau am Freiwald, Seifritz, Steinbach, Watzmanns és Weikertschlag.
A környező önkormányzatok: északra Sankt Martin, északkeletre Weitra, keletre Großschönau, délkeletre Groß Gerungs, délre Langschlag, délnyugatra Sandl (Felső-Ausztria), Liebenau (Felső-Ausztria), nyugatra Pohorská Ves (Csehország).

## Története
Großpertholzot Berthold von Schiefern-Arnstein alapította a 12. század közepén, aki egy kisebb erődítményt is építtetett a település védelmére. Utóbbit a 17. században kastéllyá bővítették. A falut 1358-ban független egyházközséggé nyilvánították.
A 17. századtól a falu jelentős jövedelemre tett abból, hogy itt rakodták át a környező üveghuták által termelt árut. Emellett a házi textilkészítés és a fakitermelés jó megélhetést biztosított a lakosoknak.  A községi önkormányzat 1850-ben alakult meg és már magába foglalta a környék kisebb lakott helyeit (mint AngelBach, Fischbach, Brennerhof, Holzluß, Rindlberg és Scheiben).
1902-ben megnyitották a waldvierteli keskenyvágányú vasút Gmünd-Großpertholz szakaszát. A második világháború után a faipar jelentősége lecsökkent; a gazdaságot visszavetette az első és második világháború utáni területelcsatolások hatása is; emiatt a lakosság egy része elvándorolt. 1964-ben megnyílt az iszapfürdős gyógyszanatórium. 1967-ben Weikertschlag, 1970/1971-ben pedig Abschlag, Watzmanns, Karlstift és Reichenau községeket csatolták az önkormányzathoz. 1683-ban nevét Bad Großpertholzra változtatták.

## Lakosság
A Bad Großpertholz-i önkormányzat területén 2018 januárjában 1359 fő élt. A lakosságszám 1880-ban érte el csúcspontját 3019 fővel, azóta többé-kevésbé csökkenő tendenciát mutat. 2015-ben a helybeliek 97,9%-a volt osztrák állampolgár; a külföldiek közül 0,8% a régi (2004 előtti), 0,9% az új EU-tagállamokból érkezett. 2001-ben a lakosok 95,4%-a római katolikusnak, 1% evangélikusnak, 2,9% pedig felekezeten kívülinek vallotta magát.

## Látnivalók
- a großpertholzi kastély barokk stílusban épült, a 19. században módosításokon esett át.
- a Szt. Bertalan és Tamás-plébániatemplom 1779-ben nyerte el mai formáját
- a karlstifti Borromeo Szt. Károly-plébániatemplom
- az 1715-ös Szentháromság-oszlop
- az 1764-ben emelt Szt. Flórián-szobor
- a Nordwald natúrpark

## Fordítás
- Ez a szócikk részben vagy egészben  a   Bad Großpertholz című német Wikipédia-szócikk ezen változatának fordításán alapul.  Az eredeti cikk szerkesztőit annak laptörténete sorolja fel. Ez a jelzés csupán a megfogalmazás eredetét és a szerzői jogokat jelzi, nem szolgál a cikkben szereplő információk forrásmegjelöléseként.